# Frontier (Wyoming)
Frontier, nota anche come North Kemmerer, è una comunità non incorporata della Contea di Lincoln, Wyoming, negli Stati Uniti d'America, .
Si trova poco più a nord di Kemmerer, capoluogo della contea.
È situata all'altitudine di 2113 metri s.l.m.